# 試作単座奇襲機
試作単座奇襲機（しさくたんざきしゅうき）は、大日本帝国陸軍と大日本帝国海軍が共同計画した攻撃機。現地計画機のため計画番号や略符号は存在しない。

## 概要
1945年（昭和20年）4月、約250機分が存在した予備の1,000馬力級空冷発動機とプロペラを用いた特殊攻撃機の現地生産計画「南方自活計画」が、シンガポールの陸海軍関係者によって計画された。設計は陸軍司政官として第3航空軍司令部に派遣された東京航空の井上真六技師を中心として1945年5月初頭から行われ、陸軍航空技術研究所南方出張所と第1野戦航空修理廠がそれに協力した。機体の製造は1945年6月から開始されたが、第二次世界大戦の終戦によって開発は中止となり、終戦時に組立中だった数組の胴体と翼は廃棄処分された。
機体は鋼管を用いた胴体骨組以外は木製で、主翼と尾翼はキ107のものに近い構造であるが、サイズは機体に併せて拡大されている。エンジンは現地調達品を使用し、固定脚などの各種装備品は破損機のものを利用した。また、降下角60度での急降下爆撃が可能なように設計されていた。

## 諸元
- 全長：8.35 m
- 全幅：11.35 m
- 主翼面積：20.0 m2
- 自重：2,500 kg
- 離陸重量：3,000 kg
- エンジン：現地調達品 空冷（1,000 hp級） × 1
- 武装：250kg爆弾 × 1
- 乗員：1名